# Clive Sinclair
Sir Clive Marles Sinclair (Richmond, Richmond upon Thames, Londres, 30 de juliol de 1940 – Londres, 16 de setembre de 2021) fou un empresari i inventor anglès conegut pels seus invents en l'àmbit de l'electrònica de consum. Entre els seus invents més destacats hi ha els microordinadors ZX80, ZX81 i ZX Spectrum, que produïa durant els primers anys de la dècada de 1980, la calculadora de butxaca Sinclair Executive (produïda per la seva empresa Sinclair Radionics) i el Sinclair C5, cotxe produït per la seva empresa Sinclair Vehicles, entre moltes altres coses.

## Primers anys
Tant el pare com l'avi de Clive Sinclair foren enginyers constructors de vaixells a Vickers. El seu avi George Sinclair, que era arquitecte naval, fou l'inventor del paravane, un dispositiu per anti mines marines. El pare de Clive Sinclair, George William "Bill" Sinclair, volia esdevenir religiós o periodista, però George Sinclair va suggerir-li estudiar enginyeria primer. Després que Bill Sinclair estudiés enginyeria mecànica va mantenir-se treballant en aquest camp. A l'inici de la Segona Guerra Mundial Bill tenia el seu propi negoci de màquines eines a Londres, i posteriorment treballà pel Ministry of Supply britànic.
Clive Sinclair nasqué l'any 1940 vora Richmond, a Londres, fill de George William Sinclair i Thora Edith Ella Marles. A causa de la guerra i per motius de seguretat, ell i la seva mare deixaren Londres per anar a viure amb una tieta a Devon, des d'on posteriorment es traslladaren a Teignmouth. Poc després els arribà un telegrama que els informà que la seva casa a Richmond havia estat bombardejada. El pare de Clive va trobar una casa a Bracknell, Berkshire. Clive Sinclair tingué un germà i una germana, Iain (nascut en 1943) i Fiona (nascuda en 1947).
De ben jove, Clive Sinclair dissenyà un model de submarí. Durant les vacances va poder perseguir les seves idees i aprendre el que volia saber. Poc interessat en els esports i mal integrat a l'escola, Sinclair preferia la companyuia dels adults, que només podia trobar en la seva família.
Sinclair estudià a la Boxgrove Preparatory School, on va destacar en matemàtiques. A l'edat de 10 anys, el seu pare es va trobar immenrs en problemes financers. Havia ampliat l'àmbit de negoci de les màquines eina per importar tractors en miniatura dels Estats Units, però va haver de deixar el negoci. A causa dels problemes del seu pare, Clive Sinclair va haver de canviar d'escola en diverses ocasions. Després d'un temps a la Reading School, Sinclair va obtenir el GCE Ordinary Level a la Highgate School de Londres l'any 1955 i el Nivell A en física, matemàtiques pures i matemàtiques aplicades al St. George's College de Weybridge.
Durant la seva joventut, Sinclair es guanyà la vida tallant la gespa i rentant plats. Més tard, va treballar als estudies en companyies d'electrònica. A Solatron va investigar sobre la possibilitat de crear vehicles elèctrics personals. També va intentar entrar a treballar durant un estiu a Mullard presentant un dels seus dissenys de circuits, però va ser rebutjat per la seva precocitat. Quan encara anava a l'escola va escriure el seu primer article a la revista Practical Wireless.
Amb 18 anys, quan va deixar l'escola, Sinclair no va voler accedir a la universitat sinó que es va dedicar a vendre equips electrònics en miniatura per correu a aficionats.

## Carrera

### Sinclair Radionics
El Micro Kit de Sinclair va formalitzar-se en un llibre d'exercicis el 19 de juny de 1958, tres setmanes abans d'examinar-se del nivell A. Sinclair dibuixà un circuit de ràdio, el Model Mark I. En el llibre també hi apareixen les taxes de publicitat per les revistes Radio Constructor i Practical Wireless. Sinclair va estimar la producció en mil unitats mensuals i encarregà als proveïdors fins a deu mil unitats de cada component per entregar.
Sinclair publicà per l'editorial Bernard (de l'editor Bernard Babani) el llibre Practical transistor receivers Book 1 el gener de 1959, que fou reeditat més tard aquell mateix any i fins a nou vegades més. El seu manual pràctic d'estèreo es va publicar el junt de 1959 i fou reeditat set vegades en catorze anys. L'últim llibre que Sinclair va escriure per l'editorial va ser Modern Transistor Circuits for Beginners, publicat el maig de 1962. Va arribar a publicar per l'editorial tretze llibres de constructors.
En 1961, en trobar que el nom Sinclair Electronics ja estava registrat i valorant que el nom Sinclair Radio sonava malament, Sinclair va registrar el nom Sinclair Radionics Ltd., amb el qual es va fundar l'empresa el 25 de juliol de 1961.
Sinclair va intentar dues vegades atraure capital de risc per publicitar els seus invents i poder comprar components. Va dissenyar kits de circuits impresos i va registrar alguns invents. Posteriorment va trobar algú que apostà per vendre la seva ràdio a transistors en miniatura en forma de kit. Va arribar a trobar un comprador disposat a adquirir el 55% de la seva empresa per 3.000 £ però el tracte no es va arribar a tancar.
Sinclair, en no poder obtenir capital, va unir-se a la United Trade Press (UTP) com a editor tècnic de la publicació Instrument Practice. Sinclair hi aparegué com a editor assistent el març de 1962. Sinclair va descriure com fer transistors planars de silici, les seves propietats i aplicacions i va preveure poder-los fer realitat per finals del mateix any. L'obessió de Sinclair per la miniaturització es va fer més evident a mesura que passava el temps.
La seva última aparició com a editor assistent fou a l'abril de 1969. A través d'UTP Sinclair va tenir accés a centenars de dispositiu de fins a 36 fabricants. Va contactar amb Semiconductors Ltd. i va demanar articles rebutjats per reparar-los. Va produir un disseny per una ràdio en miniatura i va tancar un tracte amb Semiconductors Ltd. per comprar els seus microtransistors d'aleació. Fet això va crear els seus propis controls de qualitat i va vendre els seus reanomenats MAT 100 i 120 i MAT 101 i 121.

### Science of Cambridge Ltd
En 1973 Sinclair va fundar una altra empresa anomenada inicialment Ablesdeal Ltd., però que va canviar de nom diverses vegades fins a anomenar-se Science of Cambridge Ltd. el juliol de 1977.
El juny de 1978 Science of Cambridge llancà un microordinador, el MK14, basat en el xip SC/MP. El juliol de 1978 l'empresa treballava en un projecte d'ordinador personal i el maig de 1979 Jim Westwood inicià el projecte del ZX80 a Science of Cambridge, que fou posat a la venta el febrer de 1980 a 79,95 £ en forma desmuntada i a 99,95 £ en la forma llesta per ser utilitzada. Al novembre Science of Cambridge canvià de nom per anomenar-se Sinclair Computers Ltd.

### Sinclair Research

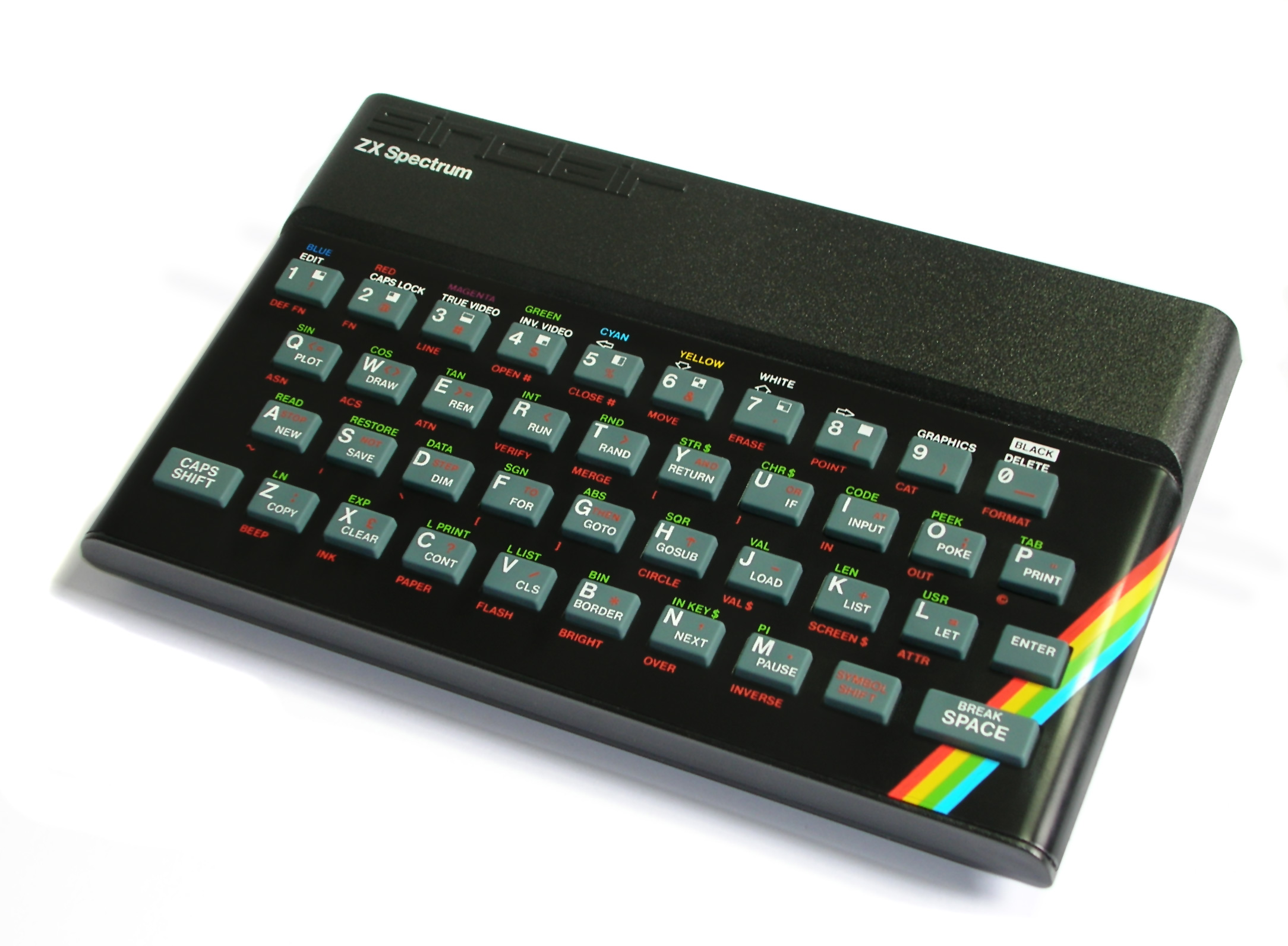
ZX Spectrum (1982)

El març de 1981, Sinclair Computers va ser rebatejada com Sinclair Research Ltd. i va sortir al mercat el Sinclair ZX81 (a un preu de 49.95 £ en la seva formada desmuntada i a 69.95 £ en la seva forma llesta per ser usada) per encàrrec per correu. El febrer de 1982 Timex va obtenir una llicència per manufacturar i distribuir ordinadors de la companyia de Sinclair als Estats Units d'Amèrica sota el nom de Timex Sinclair. A l'abril es va llançar el ZX Spectrum per 125 £ en la seva versió de 16 kB de RAM i a 175 £ en la versió de 48 kB de RAM. El març de 1982 la companyia va tenir 8,55 milions de lliures de benefici d'un volum de negoci de 27,17 milions de lliure, incloent-hi 383.000 £ de subvencions governamentals pel televisor de pantalla plana portàtil TV80.
En 1982 Sinclair convertí la fàbrica d'embotellament d'aigua mineral Barker & Wadsworth en la central de la companyia (que seria venuda a l'ajuntament de Cambridgeshire el desembre de 1985 degut als problemes econòmics de Sinclair). L'any següent rebé un Knight Bachelor i fundà Sinclair Vehicles Ltd. per tal de desenvolupar vehicles elèctrics, empresa que va treure al mercat el Sinclair C5 en 1985.
En 1984, Sinclair va treure al mercat l'ordinador Sinclair QL, pensat per usuaris professionals, que no va tenir èxit. El desenvolupament del ZX Spectrum continuà fins al llançament del ZX Spectrum 128 en 1985.
L'abril de 1986, Sinclair Research va vendre la marca Sinclair i el negoci dels ordinadors a Amstrad per 5.000.000 £.
L'empresa Sinclair Research Ltd. va quedar reduïda a un negoci de recerca i desenvolupament i accionista en diverses companyies derivades fundades per explotar les tecnologies desenvolupades per la mateixa Sinclair Research. Entre aquestes companyies hi havia Anamartic Ltd., Shaye Communications Ltd. i Cambridge Computer Ltd.
Arribat l'any 1990 a Sinclair Research només hi treballaven Sinclair i dues persones més.
Sinclair va rebre un doctorat honoris causa de la Universitat Heriot-Watt d'Edimburg en 1983.

## Àmbit personal
Sinclair es casà amb Ann Briscoe en 1962, matrimoni que tingué tres fills: Belinda, Crispin i Bartholomew. L'any 1985 es divorciaren. En 2010 Sinclair es casà amb Angie Bowness.
Sinclair és jugador de pòquer i aparegué a les primeres tres temporades del programa televisiu britànic Late Night Poker i guanyà la primera temporada de Celebrity Poker Club.
Pel que fa a la religió, Sinclair s'autodefineix com ateu.
Sinclair és membre de la Mensa britànica i la dirigí entre 1980 i 1997.
Sinclair fou guardonat amb un doctorat honorífic en ciències per la Universitat de Bath en 1983.
Malgrat la seva implicació en el món de la computació, Sinclair assegura no fer servir Internet argumentant que no li agrada tenir "coses tècniques o mecàniques al voltant" perquè el distreuen del procés d'invenció. En 2010 va manifestar que ell no fa servir ordinadors i que prefereix fer servir el telèfon al correu electrònic.